# Flintenmunition

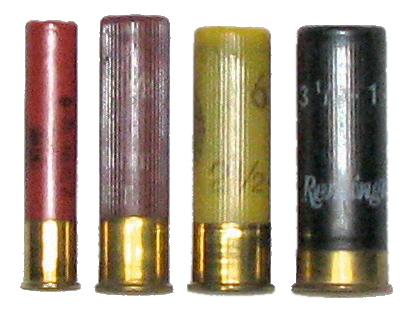
Vergleich der Kaliber, von links nach rechts: Kal .410, 28, 20 und 12

Flintenmunition ist Patronenmunition für Flinten. Sie wird nach Schrotmunition und Flintenlaufgeschossen unterschieden.

## Anwendung
Sie ist speziell für den flintentypischen, schnellen Schuss auf sich bewegende Ziele auf Distanzen bis etwa 35 m ausgelegt. Hauptanwendungen sind das Sportschießen und die Jagd.
Die Schrotladung besteht aus Schrotkugeln in unterschiedlicher Anzahl und Größe, die entsprechend dem Einsatzzweck ausgelegt ist. Sie wird als Garbe mit flächendeckender Wirkung verschossen. Große Schrote werden als Posten (englisch buckshot) bezeichnet, ein einzelnes massives Geschoss heißt Flintenlaufgeschoss (englisch slug). Die wirksame Einsatzreichweite von Schrotmunition liegt im Bereich bis 35 m, der von Flintenlaufgeschossen bis 50 m, da die Treffgenauigkeit, Wirkung und Geschossenergie mit steigender Entfernung abnehmen. Der Gefährdungsbereich beträgt jedoch ladungsabhängig bis zu 1500 m.
Für den sportlichen und jagdlichen Einsatz wird traditionell Blei als Geschossmaterial verwendet. Wegen dessen hoher Umweltbelastung werden zunehmend Alternativen wie Weicheisen oder Bismut verwendet, obwohl deren geringeres spezifisches Gewicht die Geschosswirkung verringert. Für den Polizeieinsatz werden Gummi und ähnliche Materialien zu Geschossen verarbeitet, da sie normalerweise nicht letal wirken.

## Aufbau

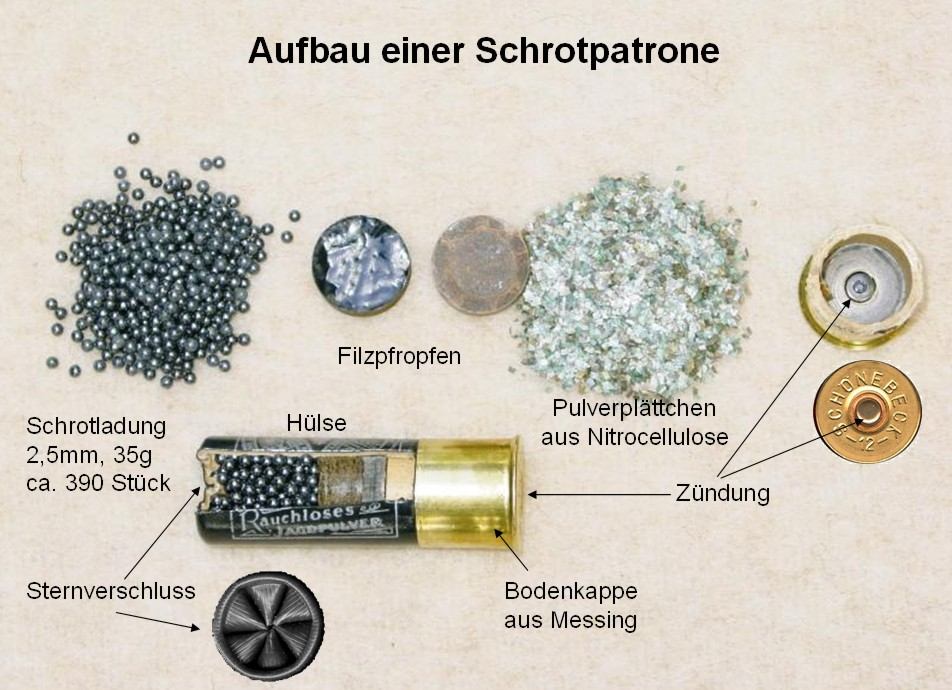
Aufbau einer Schrotpatrone

Die Patronenhülse besteht aus der metallenen Bodenkappe, die das Zündhütchen enthält, und einer Papp- oder Kunststoffhülse. Bei Schrot und bei Posten als Geschossladung ist die Hülse an der Stirnseite sternförmig zusammengefaltet oder aber über einer Papp- oder Kunststoffscheibe umgebördelt, damit die Ladung nicht herausfällt. Die Bodenkappe wird in der Regel aus Messingblech gefertigt. Der Rand der Bodenkappe verhindert, dass die Patrone zu weit in das Patronenlager rutscht. Bei Flintenmunition werden offensive (schnell abbrennende) Nitrozellulosepulver verwendet. Zwischen der Pulver- und der Geschossladung (der Vorlage) befindet sich ein Zwischenmittel als Treibspiegel, wie etwa ein Filzpfropfen. Durch das Zwischenmittel wird die Vermischung des Pulvers mit der Vorlage vermieden und beim Schuss die vollständige Kraftübertragung von der abbrennenden Treibladung auf die Geschossladung erreicht. Als Geschossladung werden Schrot, Posten (Schrotkugeln mit einem Durchmesser von mehr als 4 mm) und Flintenlaufgeschosse verwendet. Schrotladungen werden bei modernen Patronen meist in einen Kunststoffbecher mit eingeschnittenen Seiten eingesetzt. Der Becher unterbindet den direkten Kontakt der Schrotladung mit dem Lauf. Das schont den Lauf vor Abrieb und Ablagerungen durch die Schrotkugeln, stellt allerdings eine Umweltverschmutzung dar.

## Kaliber

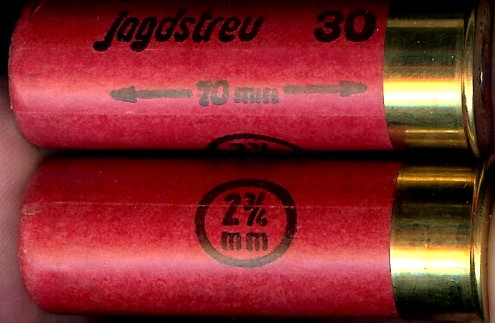
Flintenmunition wird durch das Kaliber (12), die Hülsenlänge (70 mm) und die Angaben zur Ladung (Schrot 2¾ mm) gekennzeichnet.

Die Kaliberangabe ist keine Länge, sondern Gauge im Sinne einer vergleichenden Lehre. Angegeben wird die zum Laufdurchmesser passende Anzahl gleich großer Rundkugeln, die aus einem englischen Pfund (453,6 g) Blei gegossen werden können. Bei Kaliber 12 sind dies 12 Kugeln, bei Kaliber 20 bereits 20. Dementsprechend ist das Flintenkaliber 20 kleiner als das Kaliber 12. Verbreitetste Kaliber sind 12, 16, 20, seltener 28. Kaliber 10 wird seltener verwendet (zum Beispiel Gänsejagd), für die Großwildjagd wurden auch Flinten in den Kalibern 8 und 4 gefertigt, zum Teil als exklusive Sonderanfertigungen. Kaliber 16 kommt häufig in kombinierten Waffen (Bockbüchsflinten, Büchsflinten, Drillinge, Vierlinge) zum Einsatz, um die Waffe handlicher zu gestalten. Außerdem weist das Kaliber 16 im Vergleich zu vielen anderen Schrotkalibern eine geringere Belastung des Verschlusses (am Stoßboden) der Kipplaufwaffe auf. Eine Ausnahme bildet Flintenmunition im Kaliber .410; hier wird – wie bei amerikanischen Büchsen – der Laufdurchmesser in Tausendstel Zoll angegeben.
Die Kalibermaße entsprechen folgenden Laufbohrungen, wobei Fertigungstoleranzen von einigen Zehntelmillimetern möglich sind:
| Kaliber:       | 4     | 8     | 10    | 12    | 16    | 20    | 24    | 28    | 32    | .410 |
| -------------- | ----- | ----- | ----- | ----- | ----- | ----- | ----- | ----- | ----- | ---- |
| Bohrung in mm: | 26,73 | 21,22 | 19,69 | 18,53 | 16,84 | 15,63 | 14,71 | 13,97 | 13,37 | 10,4 |

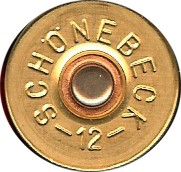
Patronenboden Kaliber 12

 Die Kaliberangabe wird in den Patronenboden geprägt.
Zur vollständigen Kaliberangabe gehört auch die Angabe über die Hülsenlänge, für die das Patronenlager ausgelegt ist. Die Angabe erfolgt meist in Millimeter, jedoch auch in Zoll. Die üblichen Patronenlager sind für Hülsen mit Längen von 70 mm (2¾″) oder 76 mm (3″) ausgelegt, früher auch 65 mm (2½″). Somit bedeutet beispielsweise die Kaliberangabe 12/70 auf einer Waffe, dass es sich um eine Flinte im Kaliber 12 mit einem Patronenlager für Hülsen mit 70 mm Länge handelt. Die Hülsenlänge ist in der Regel auf der Hülse aufgedruckt. Die Angabe bezeichnet die Länge der unverschlossenen Patrone bzw. die Hülsenlänge nach dem Schuss. Schrotpatronen mit Bördelverschluss oder mit Sternverschluss sind verschlossen 6 mm bis 11 mm kürzer. Beim Schuss öffnen sie sich und erreichen wieder die ursprüngliche Länge. Die gängigen Hülsenlängen sind 65 mm, 67,5 mm, 70 mm und 76 mm. Die geöffnete Hülse darf nicht länger als die Patronenkammer sein, damit die Hülse sich beim Schuss vollständig öffnet. Andernfalls kann es durch den dadurch erhöhten Gasdruck zur Beschädigung der Waffe mit Gefährdung von Personen führen. Eine Ausnahme sind Hülsen mit einer Länge von 67,5 mm, die auch aus Waffen mit einem Patronenlager für Hülsen mit einer Länge von 65 mm verschossen werden dürfen. Patronen mit kürzerer Hülse als für das Patronenlager vorgesehen können verschossen werden, wobei aber die Schussleistung beeinträchtigt werden kann. Eine Ausnahme sind auch hier Hülsen mit einer Länge von 67,5 mm, die aus Waffen mit einem Patronenlager für Hülsen mit einer Länge von 70 mm ohne Leistungseinbußen verschossen werden können.

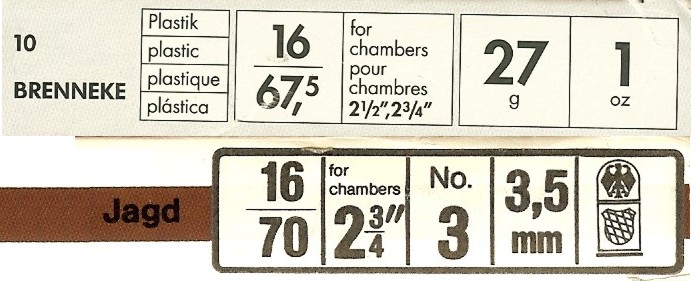
Packungsangaben: Brenneke oben und Schrot unten

Bei Schrotpatronen und Posten wird zusätzlich noch der Schrotdurchmesser durch Aufdruck auf die Patronenhülse angegeben. Neben der Angabe des Durchmessers in Millimetern werden teilweise auch Kennziffern verwendet, die sich jedoch international stark unterscheiden.
Gängig ist zum Beispiel folgende Nummerierung:
| Nummer:                  | 1 | 2    | 3   | 4    | 5 | 6    | 7   | 8    | 9 | 10   |
| ------------------------ | - | ---- | --- | ---- | - | ---- | --- | ---- | - | ---- |
| Schrotdurchmesser in mm: | 4 | 3,75 | 3,5 | 3,25 | 3 | 2,75 | 2,5 | 2,25 | 2 | 1,75 |

Bei Magnumpatronen (besonders hohe Geschossenergie, Gasdruck bis 1050 bar) muss der Zusatz „Magnum“ auf der Hülse angegeben sein. Diese dürfen nur aus dafür vorgesehenen Flinten verschossen werden, andernfalls kann es zur Beschädigung der Waffe und Gefährdung von Personen kommen.
Weitere Kenndaten der Munition werden auf der Packung oder in Datenblättern angegeben. Dies sind u. a. Ladungsgewicht, Ladungsmaterial (Blei, Weicheisen etc.), Streueigenschaft der Schrotgarbe, durchschnittliche Anzahl der Schrotkugeln, Abgangsgeschwindigkeit.

## Schrotpatrone

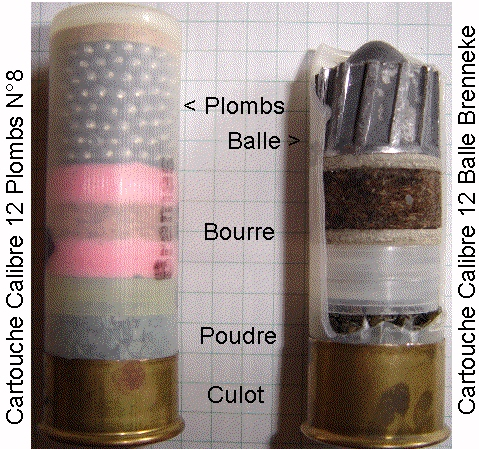
Vergleich zwischen einer Schrotpatrone und einem Flintenlaufgeschoss

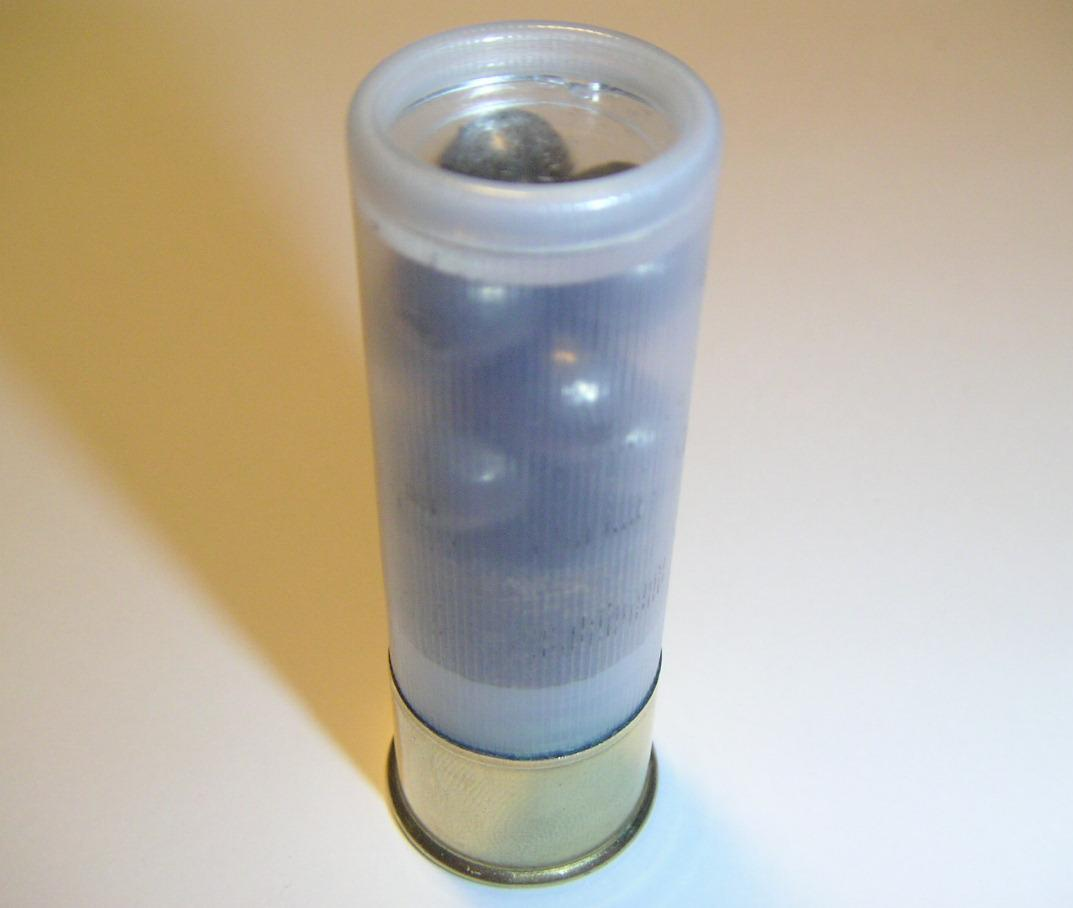
Grobes Schrot/Posten

Schrotpatronen dienen dem Verschießen von mehreren Projektilen mit einem Schuss. Diese Schrote bestehen aus ein bis acht Millimeter großen Metallkugeln, die meist aus Hartblei oder Weicheisen bestehen. Sie werden beim Schuss durch den Pfropfen bzw. Abschussbecher zusammen aus dem Lauf getrieben, wobei der Pfropfen die Schrotladung in Richtung der Treibladung abdichtet.
Verwendung finden Schrotpatronen bei der Jagd auf Kleinwild, im militärischen und polizeilichen Bereich sowie beim sportlichen Schießen. Der militärische Einsatz ist nur auf kurze Distanzen sinnvoll, wie etwa beim Häuser- oder Straßenkampf. Um die Reichweite zu erhöhen, wurden vor allem für den militärischen Einsatz mit Flechettes geladene Patronen verwendet. Diese Patronen enthalten statt der runden Schrotkugeln ein Bündel Stahlpfeile, die durch kleine Stabilisierungsflossen aerodynamisch stabilisiert werden. Die Hälfte der Pfeile verlässt mit den Flossen nach vorn den Lauf, was zu einem sofortigen Umdrehen führt, wodurch die Geschossgarbe auseinandergetrieben und schnell eine ausreichende Flächenabdeckung mit Geschossen erreicht wird.
Beim Wurfscheibenschießen ist die Bleischrotmenge bei einigen Disziplinen auf 24 g bzw. 28 g, unter anderem aus Gründen des Umweltschutzes, aber auch zur Vereinheitlichung der Wettkampfbedingungen und zur Entlastung der Schützen durch den geringeren Rückstoß, begrenzt; die Bleischrote haben hier einen Durchmesser von 2,0 mm (Skeet) bis 2,5 mm (Trap). Bei jagdlichen Patronen liegt die Bleischrotmenge üblicherweise bei 32 g bis 40 g und die jagdlich genutzten Durchmesser der Schrote reichen von 2,0 mm (Kaninchen) bis 4,0 mm (Dachs). Gröbere Schrote, so genannte Posten (z. B. Sauposten), sind in Deutschland zur Jagd auf Schalenwild verboten. Sie wurden früher zur Jagd auf Rehwild und Wildschweinfrischlinge verwendet. Für den Schuss auf geringe Entfernungen werden spezielle Streupatronen verwendet, die in der Schrotladung ein Streukreuz enthalten. Dieses Streukreuz bewirkt eine schnellere Ausdehnung der Schrotgarbe und somit eine bessere Deckung im Ziel bei geringer Schussentfernung. Übliche Schrotkugeldurchmesser in Streupatronen sind 2,75 mm für den jagdlichen Einsatz und 2,0 mm vornehmlich für das jagdliche Skeetschießen.
Bei der polizeilichen Aufruhrbekämpfung werden statt der üblichen Metallschrote Gummikugeln bzw. Gummischrote auch in kleinen vernähten Säckchen (sogenannte Beanbags) verschossen, die nicht tödlich wirken sollen und die Wirkung von Faustschlägen aufweisen sollen, aber auch penetrierend wirken.
Für die Bekämpfung etwa von Ernteschädlingen oder für die Selbstverteidigung werden auch verschiedene andere Materialien verwendet. Verbreitet ist grobes Steinsalz, andere Materialien sind Pfefferkörner, Chili oder Peppergelkügelchen. Wegen der unregelmäßigen Form und Größe der Salzkörner streuen diese Ladungen erheblich und können bis auf einige Meter Entfernung zu groben Verletzungen führen.
Der maximale Gefahrenbereich lässt sich über die Faustformel Schrotkorngröße in mm × 100 = Gefahrenbereich in Metern berechnen. Folglich liegt der maximale Gefahrenbereich für die Schrote einer Trap-Patrone mit einem Schrotkorndurchmesser von 2,5 mm bei 250 Metern. Diese Faustformel ist als Näherungswert anzusehen, der eine Sicherheitsreserve beinhaltet. Hiervon zu unterscheiden ist die maximale Reichweite, so sind (in Abhängigkeit von der Schrotkorngröße) maximale Schussentfernungen zwischen 35 m und 45 m aus Gründen der Zielballistik und Waidgerechtigkeit jagdlich vertretbar. Bei Flintenlaufgeschossen geht man von einem Sicherheitsbereich von 1500 m aus.  

## Flintenlaufgeschosse

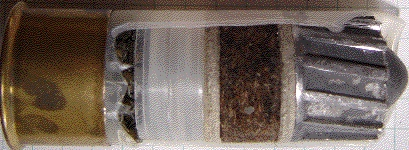
Eine Brenneke-Flintenlaufpatrone

Geschosse für Flinten, englisch Slug, umgangssprachlich im Deutschen auch nach dem Erfinder Wilhelm Brenneke als Brenneke bezeichnet, einem Bleigeschoss, haben einen Durchmesser, der dem Kaliber der Waffe (Laufinnendurchmesser) entspricht und sind meist für nicht gezogene Läufe bestimmt. Bekannte Hersteller sind Winchester (USA), Sauvestre (Frankreich), Remington (USA) und Fiocchi (Italien). Die Jagd mit Flintenlaufgeschossen ist neben den USA und Frankreich auch heute noch in Russland und den baltischen Ländern gebräuchlich. Dort finden sich eigene Hersteller. In Österreich ist der Schrot- und Postenschuss auf Schalenwild grundsätzlich verboten – ausgenommen der Fangschuss. Der Postenschuss auf Schwarzwild ist erlaubt.
In der DDR wurde das Flintenlaufgeschoss jahrzehntelang für die Jagd auf Schalenwild genutzt. Ein Vorteil war zum einen, dass für die Jagd auf Schalenwild keine Büchse angeschafft werden musste und zum anderen, dass die Munition kostengünstiger war als Büchsenmunition. Heute ist die Verwendung zum jagdlichen Gebrauch in Deutschland aus Sicherheitsbedenken eher unüblich.
Mit der Entwicklung des Chokes für Schrot aus Flintenläufen wurde der Einsatz vollkalibriger Kugeln problematisch, da diese im Choke gestaucht werden. Um 1898 wurde von Wilhelm Brenneke das Brenneke-Geschoss entwickelt, nachdem verschiedene Versuche unternommen worden waren, große Einzelgeschosse aus Flinten zu verschießen. Dieses Geschoss bestand aus einem Bleizylinder mit Längsrillen, bei dem sich zwischen der Treibladung und dem Geschoss ein Filzpfropfen befand, der die Treibladung gegen das Geschoss abdichtete. Die Längsrillen erleichterten die Verformung im Choke, wobei die Rillen schräg verlaufen. Ein Drall wird dadurch jedoch nicht erzeugt.
Moderne Flintenlaufgeschosse sind in einem Kunststofftreibkäfig gelagert, statt einem Treibspiegel, der das Geschoss im Lauf gegenüber der Treibladung abdichtet und damit die volle Abgabe der Treibladungsenergie an das Geschoss ermöglicht. Unterkalibrige Geschosse, so genannte Flechettes, sind immer in einem Treibkäfig (Sabot) gelagert und besitzen wegen ihrer geringeren Masse in der Regel eine höhere Mündungsgeschwindigkeit. Der Treibkäfig schont zusätzlich die Laufinnenfläche, da das Geschoss nicht mehr mit dieser in Berührung kommt. Die Verwendung eines gezogenen Flintenlaufes ist daher ebenfalls obsolet.
Heute sind verschiedene Materialien für Flintenlaufgeschosse in Gebrauch. Traditionell Bleigeschosse, kommen heute auch Messinggeschosse und Materialkombinationen mit Stahl oder Aluminium vor. Die Formen von Flintenlaufgeschossen sind zylinderförmig mit runder oder spitzer Geschossspitze, teilweise aber auch Hohlspitzgeschosse, die dem Minié-Geschoss gleichen, oder in Form eines Diabolos.
Flintenlaufgeschosse, deren Masse im Kaliber 12 bis 39 g beträgt, haben trotz der relativ geringen Geschossgeschwindigkeit eine hohe kinetische Energie, die sie wegen des hohen Querschnitts und bei Bleigeschossen durch Verformung schnell an das Ziel abgeben. Ein so hohes Geschossgewicht wird sonst erst bei Büchsen im Kaliber .50 erreicht.
Jagdlich werden Flintenlaufgeschosse auf Entfernungen von 30 bis 50 m verwendet, wobei mit einem Streukreis von etwa 10 cm zu rechnen ist. Erlaubt ist die Verwendung in Deutschland auf alles Schalenwild. Verstärkt (Magnum) geladene Flintenlaufgeschosse mit 76 mm Hülsenlänge erreichen auf eine Entfernung von bis zu 100 m noch eine hinreichende Treffgenauigkeit von wenigen Zentimetern und durch das Geschossgewicht hinreichende Geschosswirkung. In Deutschland wird der jagdliche Einsatz teilweise auf Gesellschaftsjagden aus Sicherheitsgründen, aber auch wegen der hohen Wildbretzerstörung bei Bleigeschossen abgelehnt. Die Gefahr von Querschlägern ist jedoch nicht höher als bei anderen Geschossen, eher geringer. Durch geringe Geschwindigkeit und hohes Geschossgewicht werden Gras oder dünne Ästchen ohne Ablenkung durchschossen und das Ziel ausreichend genau getroffen. Aus Sicherheitsgründen ist in Frankreich, Italien und Spanien die jagdliche Verwendung üblicher als die von Büchsen, in den USA teilweise sogar vorgeschrieben und der Einsatz von Büchsen in einigen US-Bundesstaaten durch die höhere Gefahrenreichweite verboten.
Repetierflinten mit Flintenlaufgeschossen werden auch als Sicherungswaffe von den Forstdiensten in den USA und Kanada gegen Bären benutzt. Verfügbar sind Signal- und Leuchtpatronen, die für die Vogelvergrämung auf Flugplätzen und die Bärenabwehr, aus dem englischen bear banger, deutsch Blitz-Knallpatronen, eingesetzt werden. Diese Munitionsart wird ebenfalls im militärischen und polizeilichen Bereich neben Gummischrot und Gummislugs eingesetzt.
Flintenlaufgeschosse werden auch von Sicherheitskräften eingesetzt, da diese gegen Personen mit Schutzwesten eine relativ hohe Wirkung aufweisen. Zwar durchschlagen sie diese in der Regel nicht, die Weste wird aber beim Auftreffen so weit eingedrückt, dass genügend Energie abgegeben wird, um Verletzungen hervorzurufen. Im militärischen Bereich dürfen Flintenlaufgeschosse aus Blei nicht gegen Personen eingesetzt werden, da dies den Bestimmungen der Haager Landkriegsordnung widerspricht. In anderen Streitkräften, insbesondere bei maritimen Boardingteams und Infanteriegruppen, werden diese im Feuerkampf auf nahe Entfernung vom Frontmann eingesetzt. Für das Öffnen von Türen werden Patronen mit Metall(Zink-)staub benutzt, da diese sich nach dem Auftreffen sofort zerlegen, die Energie vollständig an das Ziel abgeben und Umstehende nicht gefährden. Für den Behördeneinsatz wurden speziell gehärtete Flintenlaufgeschosse entwickelt, u. a. von Brenneke das EDP mit mehr als 4000 Joule Kaliber 12/76 (3″), um Motorblöcke und Windschutzscheiben ohne Ablenkung zu durchschlagen und so Fahrzeuge mit einem gezielten Schuss anzuhalten.
Eine Sonderform ist das Wireless eXtended Range Electronic Projectile, das wie eine Elektroimpulswaffe wirkt.